# Kuća Dobrović u Jelsi
Kuća Dobrović je kuća u Jelsi na Trgu sv. Ivana 3, nasuprot sjevernog zida crkve sv. Ivana.

## Opis
Kuća Dobrović je dvokatnica pokrivena četverovodnim krovom. Na drugom katu južnog pročelja je balkon oslonjen je četiri kamene konzole koje oponašaju barokna rješenja. Ograda je od lijevanog željeza, ukrašenih neostilskim elementima. Kvalitetna kamena plastika uokviruje sve pročelne prozore. Unutrašnjost kuće je iznimno dobro očuvana, a sama je kuća jedan od najboljih primjera neobarokne stambene arhitekture u Jelsi.

## Zaštita
Pod oznakom Z-6179 zavedena je kao nepokretno kulturno dobro - pojedinačno, pravna statusa zaštićena kulturnog dobra, klasificirano kao "javne građevine".